# Ново-Васильєвка
Но́во-Васи́льєвка (рос. Ново-Васильевка) — селище у складі Тоцького району Оренбурзької області, Росія.
Стара назва — Нововасильєвка.

## Населення
Населення — 239 осіб (2010; 290 у 2002).
Національний склад (станом на 2002 рік):
- росіяни — 52 %